# Vote électronique au Canada
Cet article concerne le vote électronique au Canada.
Le Canada étant un État fédéral, le palier fédéral n’a de contrôle que sur les élections relevant directement de sa juridiction, c’est-à-dire les élections fédérales et autres consultations du gouvernement d’Ottawa, comme celles de certaines Premières Nations. C’est Élections Canada, un organisme relevant directement de la Chambre des communes, qui est responsable du processus électoral pour ces élections. Le processus est les règles sont couvertes dans la Loi électorale du Canada. Or, cette loi n’a jamais été modifiée afin de permettre le vote électronique à l’échelon fédéral. Il n’existe donc aucune standardisation fédérale pour le vote électronique  .
Bien qu’Élections Canada ait commandé une étude intitulée Établir un cadre juridique pour le vote électronique au Canada , publiée en septembre 2013, aucun projet pilote n’a été mis de l’avant pour tester un tel cadre. Cette étude, rédigée par deux universitaires, fait cependant des recommandations sur le code source , insistant longuement sur son libre accès, à tout le moins partiel, pour des raisons de confiance et de transparence dans le système électoral.
Sans modification légale et sans projet pilote au niveau fédéral, les initiatives de vote électronique au Canada ont été effectuées par les entités constituantes de la fédération canadienne, c’est-à-dire les provinces et les territoires. Soulignons que les municipalités sont, dans le cadre constitutionnel canadien, considérées comme des « créatures provinciales »
, et entrent donc dans cette catégorie.
Le vote municipal est d’ailleurs l’un des sujets sur lequel se sont penchés les auteurs de l’étude « Scrutins en ligne : la voie de l’avenir pour les élections fédérales » , publiée en janvier 2017, rédigée cette fois-ci à la demande du Bureau du Conseil privé, le ministère du Premier ministre. On y trouve un recensement assez exhaustif de l’utilisation du vote électronique en ligne ou à distance dans les provinces du Canada, notamment en Nouvelle-Écosse et en Ontario (section 5, Le Canada : un aperçu). Bien que les questions de sécurité informatique soient largement abordées, aucune mention de l’accès au code source ne se trouve dans ce rapport.

## Ontario
C’est la loi ontarienne de 1996 sur les élections municipales  qui donne un cadre légal au vote électronique dans les municipalités de cette province. L’article 42 de cette loi, intitulé Équipement permettant de recueillir les votes ou de dépouiller le scrutin, modes de scrutin de remplacement, prévoit en effet qu’une municipalité peut adopter un règlement « autorisant l’utilisation d’équipements permettant de recueillir les votes ou de dépouiller le scrutin, notamment des machines à voter, des enregistreuses de votes et des tabulatrices de votes par lecture optique ». C’est cet article qui a été invoqué par les municipalités pour adopter un règlement permettant le vote électronique (voir par exemple celui de Georgian Bluffs).
Comme aucune ligne directrice n'existe pour le vote électronique en Ontario, les municipalités qui adoptent le vote électronique, sous une forme ou une autre, peuvent rendre caduques par leur règlement une partie des articles de la loi sur les élections municipales. Cette loi dicte en effet la forme que doit prendre l’élection, non les principes à respecter. Ainsi, lorsque des articles deviennent inopérants, pour des raisons technologiques, ils ne sont pas nécessairement remplacés par un autre. Par exemple, l’inspection des urnes (article 47) garantissait une certaine transparence, tant pour les citoyens que pour les partis politiques. L'utilisation des urnes électroniques rend l'article 47 caduc, et rien n'oblige les municipalités à s'assurer, par un article de leur règlement ou par un autre moyen, que cette transparence soit conservée.
C’est dans ce contexte qu’en 2014, 47 municipalités d’Ontario, sur les 444 de la province, ont fait l’essai du vote à distance par Internet. Selon les données du rapport du Centre pour l’e-democraty, tant les administrations municipales que les électeurs se sont montrés satisfaits de l’expérience. À l’instar du rapport du Bureau du Conseil privé, ce rapport ne mentionne pas l’accès au code comme critère dans l’utilisation du vote électronique. Cet aspect du vote électronique est ignoré.
En 2018, le nombre de municipalités utilisant une forme ou une autre du vote électronique à distance a grimpé à 194 . Bien que les systèmes d’urne électronique de la compagnie Dominion Voting Systems aient connu des ratées, celles utilisant le vote à distance par Internet, fourni par la compagnie Intelivote Systems inc., n’ont pas connu de problème. D’autre part, les élections municipales ontariennes de 2018 ne semblent pas avoir fait l’objet d’un rapport aussi étoffé que celles de 2014, bien que des appels aient lieu en ce sens .
Une recherche sur les solutions des fournisseurs des systèmes de vote électroniques pour les municipalités ontariennes ne permet pas de trouver une mention du code source. On peut raisonnablement supposer que ces systèmes sont propriétaires et que les électeurs ontariens n’y ont pas accès.

## Québec
Depuis 1996, la Loi sur les élections et les référendums dans les municipalités du Québec  permet de faire des essais avec des mécanismes de vote électronique. Englobé dans le terme générique de « nouveau mécanisme de votation », la loi de 1996 délègue, à l’instar de l’Ontario, aux municipalités du Québec le pouvoir d’utiliser le vote électronique par simple adoption d’un règlement municipal. Ce règlement doit suivre un certain nombre de spécifications - aucune ne portant sur le code source ou son accès - et doit être approuvé par le Directeur général des élections du Québec (DGEQ). 
De 1996 à 2005, plusieurs municipalités du Québec se sont prévalues de ce droit et on fait des essais avec le vote électronique (p. 9). Le tout a culminé aux élections municipales de 2005, alors que sur les quelque 1100 municipalités du Québec 140 ont utilisé le vote électronique (urnes électroniques uniquement).
Les ratés des systèmes de vote électronique, toutes villes confondues, ont été tels, que le DGEQ a décidé, après les scrutins municipaux de l’an dernier, [...] d’appliquer un moratoire sur toute nouvelle demande d’utilisation de nouveaux mécanismes de votation  . Ce moratoire est toujours en vigueur aux élections municipales de 2017, mais est de plus en plus difficile à justifier compte tenu des nombreuses expériences de vote en ligne au sein de municipalités canadiennes.
Dans le rapport déposé en 2006 à propos de ces élections, le DGEQ fait plusieurs constats et propose des recommandations à suivre avant de remettre le vote électronique sur les rails (p. 217). Le premier constat est que le cadre législatif et administratif s’appliquant aux essais de nouveaux mécanismes de votation effectués par les municipalités québécoises n’est pas suffisamment précis et exhaustif. Une révision de la loi donc avoir lieu pour améliorer ce cadre. 
Du côté des constats spécifiques à l’urne électronique, le DGEQ souligne l’impossibilité de vérifier le code de programmation des urnes électroniques et celui des logiciels et recommande L’obligation pour les fournisseurs de donner accès à toute l’information concernant les systèmes de votation, notamment le code source, les logiciels, les caractéristiques, le fonctionnement, l’infrastructure technologique, les paramètres et les données enregistrées sur les appareils et les cartes mémoire.
On peut donc penser que si le gouvernement du Québec allait de l’avant avec une mise à jour de sa loi pour encadrer les élections municipales afin de permettre, à nouveau, le vote électronique, il pourrait inclure des notions sur l’accès au code source.
En 2017, le DGEQ recommande en commission parlementaire d’utiliser le vote (à distance) par Internet afin d’augmenter le taux de participation aux élections municipales, qui stagnent autour de 45% depuis 2009. Il y a eu par la suite des appels de citoyens pour que le gouvernement du Québec adopte le vote par Internet,. À l’automne 2019, le DGEQ a été mandaté par l’Assemblée nationale du Québec pour réaliser une étude sur le vote par Internet. Les résultats seront déposés à l’Assemblée nationale du Québec en juin 2020. On pourrait s’attendre à des projets pilotes de vote par Internet lors des élections municipales de 2021 .